# Старомлинівська сільська територіальна громада
Старомлинівська сільська територіальна громада — територіальна громада в Україні, на території Волноваського району Донецької області. Адміністративний центр — село Старомлинівка.
Утворена 17 липня 2020 року.

## Населені пункти
До складу громади входять 11 сіл: Старомлинівка, Володине, Георгіївка, Євгенівка, Завітне Бажання, Малий Керменчик, Нова Каракуба, Новомайорське, Новопетриківка, Орлинське, Ялинське і 3 селища: Керменчик, Ключове, Новодонецьке.